# 王秉鉴 (娄县知县)
王秉鉴，河南光州（今河南潢川）人，清朝政治人物。

## 生平
1863年接替冯恩培任娄县知县一职，1865年由白菡接任。